# Frakcionirana kristalizacija (kemija)
Frakcionirana kristalizacija v kemiji je metoda za ločevanja trdnih snovi, ki temelji na razlikah v njihovih topnostih.  
Ko so v raztopini dveh ali več snovi ustvarjeni pogoji za njihovo kristaljenje, začnejo snovi  kristaliti in se izločati iz raztopine. Pogoje za kristaljenje se ustvari z izparevanjem topila ali znižanjem temperature. Izkristaljena snov vsebuje več tiste komponente, ki ima manjšo topnost. Razmerje med izkristaljenimi komponentami je odvisno od njihovih topnostnih produktov. Če so topnostni produkti komponent zelo podobni, se mora njihovo popolno ločitev postopek večkrat ponoviti. 
Frakcionirana kristalizacija se v kemijski in farmacevtski industriji pogosto uporablja za pridobivanje zelo čistih snovi. 